# Lutz Wagner (Schiedsrichter)

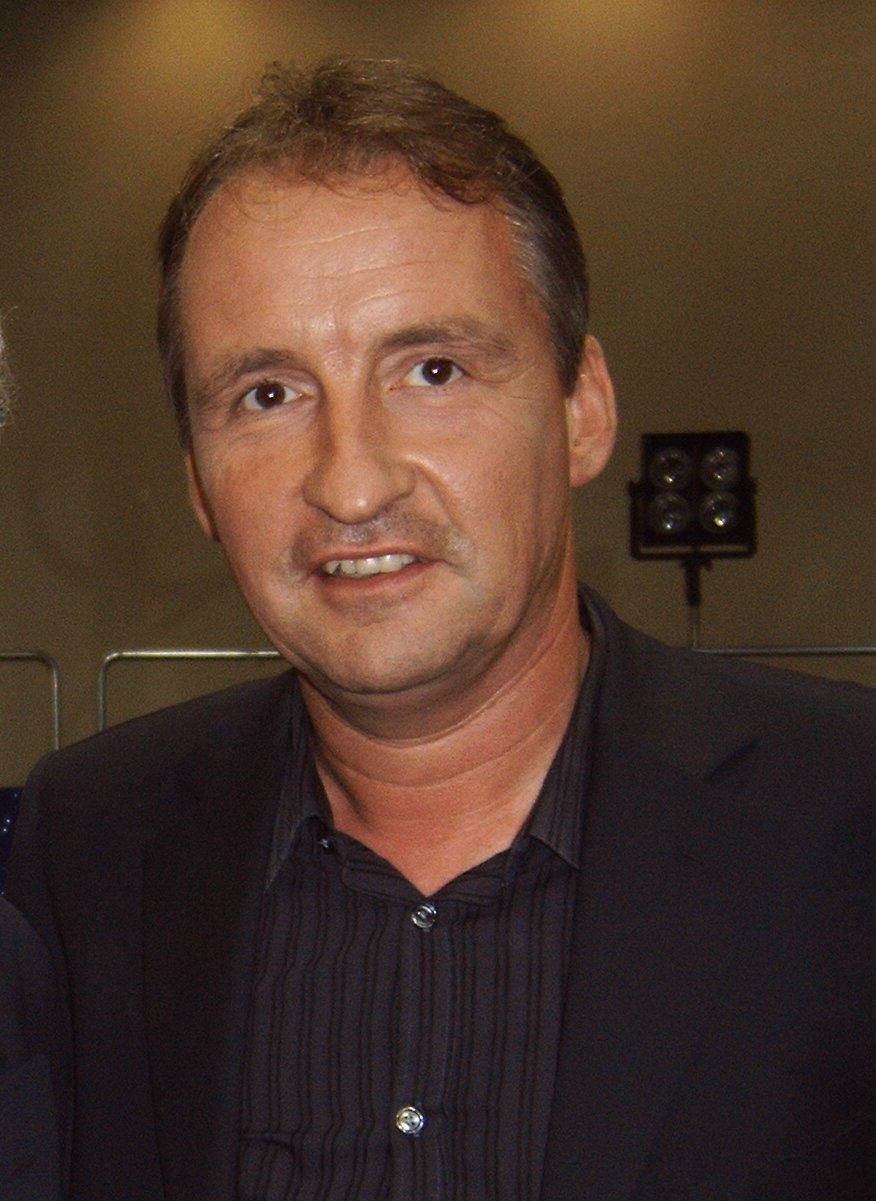
Lutz Wagner (2006)

Lutz Wagner (* 27. Mai 1963) ist ein ehemaliger deutscher Fußballschiedsrichter und aktueller Lehrwart des Deutschen Fußball-Bundes.

## Sportlicher Werdegang
Wagner war seit 1991 DFB-Schiedsrichter für den SV 07 Kriftel, pfiff seit 1992 Spiele der Zweiten Bundesliga und seit 1994 Spiele der Ersten Bundesliga. Mit 197 Bundesligaspielen und mehr als 100 Zweitliga-Einsätzen zählt Wagner bis heute zu den Bundesliga-Schiedsrichtern mit den meisten Einsätzen. 2004 pfiff er in der koreanischen K League. 2006 leitete er das dortige Meisterschaftsfinale.
Neben seiner Tätigkeit als DFB-Schiedsrichter war er auch Verbandslehrwart des Hessischen-Fußball-Verbandes und damit für die Weiterbildung der hessischen Schiedsrichter zuständig. Dieses Amt hat er im Juli 2010 an den ehemaligen DFB-Schiedsrichter Ralf Viktora abgegeben.
Zum Ende der Saison 2009/10 beendete Lutz Wagner nach Erreichen der Altersgrenze seine Laufbahn als Bundesliga-Schiedsrichter. Er ist seit der Saison 2010/2011 Schiedsrichterbeobachter bis hin zur Bundesliga. Von Mai 2010 bis März 2013 war er Koordinator für Regelauslegung und Basisarbeit in der Schiedsrichter-Kommission des Deutschen Fußball-Bundes. Dabei erarbeitete er unter anderem die Regelauslegung mit den deutschen Elite-Schiedsrichtern von der ersten bis zur dritten Liga. Seit März 2013 ist er Verantwortlicher für Basisarbeit in den Landes- und Regionalverbänden und Mitglied der DFB-Schiedsrichter-Kommission. Zu seinen Aufgaben zählt auch die Nachwuchsförderung im deutschen Schiedsrichterwesen. Auf dem DFB-Bundestag im Oktober 2013 wurde eine Neustrukturierung des Schiedsrichterwesens beschlossen.
Lutz Wagner übernahm den Posten des Lehrwarts in der Schiedsrichter-Kommission Amateure, die für die Frauen-Bundesligen, die Junioren-Bundesligen sowie den entsprechenden Pokalwettbewerben samt DFB-Länderpokal-Turniere zuständig ist. Seine Aufgabe ist es, in Zusammenarbeit mit der Elite die Regeländerungen und die Regelauslegung an die Lehrwarte in den Landesverbänden zu kommunizieren. Ebenso ist er für die Talentförderung inklusive der Lehrgänge in Duisburg zuständig.

## Referententätigkeit
1992 begann Lutz Wagner, seine Erfahrung für die Tätigkeit als Redner zu nutzen. Seine Vorträge hält er seit 2006 auch in Unternehmen und anderen nicht sportbezogenen Vereinigungen und Verbänden. Er wurde 2007 vom PMI Chapter in Berlin und Brandenburg zum „Speaker of the year“ gewählt.

## Soziales Engagement
Wagner war Toleranzbotschafter im Projekt Ballance Hessen. Er unterstützt den Deutschen Fußball-Bund als Fair Play Botschafter, er ist Toleranzbotschafter des Hessischen Fußball-Verbands, Förderer der Leberecht Stiftung, sowie Botschafter der gemeinnützigen Organisation Bildung-Kickt.

## TV
Während der Fußball-Europameisterschaft 2021 und der Fußball-Europameisterschaft 2024 war Wagner als Experte für Das Erste tätig. Zudem ist er bei Übertragungen des Streamingdienstes Prime Video als Schiedsrichter-Experte im Einsatz.

## Privates
Wagner ist mit seiner Frau Petra verheiratet und hat eine Tochter.